# Czapla malgaska
Czapla malgaska (Ardeola idae) – gatunek migrującego ptaka z rodziny czaplowatych (Ardeidae), zamieszkujący wschodnią Afrykę i afrykańskie wyspy na Oceanie Indyjskim. Nie wyróżnia się podgatunków. Zagrożony wyginięciem.
MorfologiaDługość ciała 45–48 cm. W szacie godowej upierzenie całkowicie śnieżnobiałe, niekiedy z delikatnym płowym odcieniem, długie godowe pióra na wierzchu głowy, grzbiecie i piersi. Dziób w kolorze ciemnego błękitu z czarną końcówką. W szacie spoczynkowej białe lotki, kuper i ogon, reszta ciała w brązowe prążki, najciemniejsze na wierzchu głowy i karku; dziób zielonkawoszary z czarną końcówką. Tęczówki żółte.
Zasięg występowania:W sezonie lęgowym zamieszkuje Madagaskar i mniejsze wyspy – Aldabrę (Seszele), Majottę (archipelag Komorów) i Europę (francuskie Wyspy Rozproszone). Poza sezonem lęgowym przebywa na Komorach oraz we wschodniej części kontynentu afrykańskiego: w Burundi, Demokratycznej Republice Konga, Kenii, Malawi, Mozambiku, Rwandzie, Tanzanii, Ugandzie, Zambii i Zimbabwe. Wyjątkowo zalatuje do Angoli, Somalii oraz na Sokotrę (Jemen).
BiotopNa siedliska wybiera subtropikalne i tropikalne lasy namorzynowe, rzeki, jeziora, bagna, zbiorniki wodne i żyzne pola.
PożywienieZjada ryby, żaby, scynki, gekony, koniki polne, chrząszcze i inne drobne bezkręgowce. Zazwyczaj żeruje samotnie, rzadko łączy się w stada.
RozródSezon lęgowy trwa od końca października do marca, ale głównie w listopadzie i grudniu. Gniazduje kolonijnie, zazwyczaj razem z innymi gatunkami ptaków, a zwłaszcza z czaplą modronosą (A. ralloides). Gniazdo na drzewie lub krzewie (na wysokości 0,5–4 m) w pobliżu wody, na Aldabrze gniazduje także w namorzynach. Gniazdo jest masywne, zbudowane z gałązek. W zniesieniu 2–4 jaja (najczęściej 3). Inkubacja trwa około 20 dni, zajmują się nią oboje rodzice. Młode zaczynają opuszczać gniazdo po około 15 dniach od wyklucia, są w stanie same zdobywać pokarm w wieku około 4 tygodni.
StatusMiędzynarodowa Unia Ochrony Przyrody (IUCN) uznaje czaplę malgaską za gatunek zagrożony (EN – Endangered). W 2002 roku szacowano liczebność światowej populacji na 2000–6000 osobników, czyli około 1300–4000 osobników dorosłych. Globalny trend liczebności oceniany jest jako spadkowy. Główne zagrożenia dla gatunku to osuszanie i przekształcanie terenów podmokłych w pola ryżowe, a także wybieranie jaj i piskląt z gniazd.